# Inbornmedia
Inbornmedia – polskie przedsiębiorstwo zajmujące się produkcją telewizyjną i filmową, z siedzibą w Warszawie (zarejestrowane we Wrocławiu), założone w 2005 roku.

## Historia
Na samym początku firma działała we Wrocławiu w pomieszczeniach Wytwórni Filmów Fabularnych, produkując głównie teledyski dla artystów takich jak m.in. Łzy, Szymon Wydra, Danzel, Czerwone Gitary, Stachursky, Vader i innych. Następnie firma przeniosła się do Warszawy rozpoczynając produkcję programów cyklicznych i serii dokumentalnych. Pierwsza licząca się seria wyprodukowana przez spółkę to Nie Ma Lipy, realizowana w Las Vegas w 2012 roku na zlecenie TVN Turbo, następnie „Kossakowski. 6 Zmysł” i „Odlotowy Ogród” dla telewizji TTV. W 2015 roku firma podjęła współpracę z Discovery Channel produkując serial „Złomowisko PL”, który odnotował najwyższą oglądalność w historii Discovery Channel Polska. Aktualnie firma produkuje szereg seriali dokumentalnych, między innymi „Górale”, który został nominowany do nagród Grand Press 2018. W 2019 roku firma zrealizowała serial „Spakowane Życie”, który był pierwszym programem BBC produkowanym lokalnie w Polsce, w 2022 roku wraz z brytyjskim producentem Woodcut International wyprodukowała 4-odcinkowy serial o Polskim Państwie Podziemnym pt. „Podziemna Armia” dla kanału Viasat History.
Od kilku lat firma zaczęła poszerzać działalność o produkcję niezależnych filmów dokumentalnych, czego przykładem jest film „Ostatni Górale”, który został sprzedany do międzynarodowych stacji telewizyjnych, m.in. France 5, Rai1, Red Bull TV, Al Jazeera czy polskiej telewizji Polsat. W 2022 roku firma ukończyła produkcję kolejnych tytułów, takich jak nagradzany film „Chopin. Nie boję się ciemności” w reżyserii Joanny Kaczmarek, czy „30 Lat Wymówek” w reżyserii Armanda Urbaniaka.

## Osiągnięcia i nagrody
„Chopin. Nie boję się ciemności” (film dokumentalny) – otrzymał nagrodę Czeskiej Telewizji na 59. Międzynarodowym Festiwalu Telewizyjnym „Złota Praga”, oraz wyróżnienie za najlepszy film dokumentalny na Seattle Polish Film Festival;
„30 Lat Wymówek” (film dokumentalny) – otrzymał nominację na Krakowski Festiwal Filmowy 2022: Udział w konkursie na najlepszy pełnometrażowy dokumentalny film muzyczny, jak i w konkursie polskim;
„Górale” (serial) – otrzymał nominację do Grand Press 2018 w kategorii reportaż telewizyjny;
„Ostatni Górale” (film dokumentalny) – otrzymał Drewnianą Górę na 14. Spotkaniach z Filmem Górskim w Zakopanem oraz Złotą Kozicę na XI Festiwalu Górskim Adrenalinium w Żywcu;
Ponadto został wybrany i pokazany na:
- XV New York Polish Film Festival[18]
- 50. Międzynarodowy Festiwal Folkloru Ziem Górskich[19]
- 14. Spotkania z Filmem Górskim
- XI Festiwal Górski Adrenalinium
- 8. Festiwal Kultur i Podróży Ciekawi Świata[20]
- XIII Spotkania Górskie „Lawiny”[21]
- 10th Toronto Polish Film Festival[22]
- 16. Krakowski Festiwal Górski[23]
- 15. Warszawski Przegląd Filmów Górskich[24]
- 8. Przegląd Filmów o Górach O! GÓRY[25]
- 11. Katowicki Przegląd Filmów Górskich[26]

„Rock The Road” (pilot serii podróżniczej) został nagrodzony na międzynarodowych festiwalach otrzymując:
- nagrodę za najlepszy pilot telewizyjny na festiwalu 2019 Hollywood Film Festival na Florydzie,
- Award Certificate na 2019 Canada International Film Festival w kategorii Television – Pilot Program,
- nagrodę Award of Excellence na festiwalu Accolade Global Film Competition[27],
- został też finalistą Chicago Amarcord Arthouse Television Awards.

## Najważniejsze produkcje
- „Historia Auschwitz w 33 przedmiotach” (serial dokumentalny, Polsat, 2021)[28];
- „5G. Prędkość fali” (film dokumentalny, Inbornmedia, Play Button Media, 2020);
- „Chopin. Nie boję się ciemności” (film dokumentalny, Inbornmedia, Play Button Media, TVP, NCK, IAM, 2022)[29];
- „30 lat wymówek” (film dokumentalny, Inbornmedia, Tabla Film)[30][31];
- „Podziemna armia” (serial dokumentalny, Viasat History, 2022)[32][33]
- „Lena na Bałkanach” (serial podróżniczy, TVP, 2021)[34];
- „Sekrety Wawelskiej Katedry” (serial dokumentalny, Polsat, 2021)[35];
- „Prawdziwy bohater” (serial dokumentalny, TVP, 2019)[36];
- „Złomowisko PL” (serial dokumentalny, Discovery Channel, od 2015)[37];
- „Spakowane życie” (serial dokumentalny, BBC Brit, 2019)[38];
- „Ostatni górale” (film dokumentalny, 2018)[36];
- „Poza cywilizacją” (serial dokumentalny, Discovery Channel, 2019)[36];
- „Górale” (serial dokumentalny, Polsat Play, od 2018)[39];
- „Nastoletni tatuśkowie” (serial dokumentalny, Polsat Play)[40];
- „Rolnicy” (serial dokumentalny, Polsat Play)[41];
- „Budowlańcy” (serial dokumentalny, Polsat Play)[42];
- „Misja skarb” (serial dokumentalny, Fokus TV, 2017-2019)[43];
- „Asy B klasy” (serial dokumentalny, Canal+ Discovery, 2018)[44];
- „Rock the Road” (serial podróżniczy, pilot serii, 2016)
- „Jak z niczego zrobić coś” (serial edukacyjny, TVN, 2015)[45];
- „Legendy motoryzacji” (serial motoryzacyjny, TVN, 2015);
- „Michniewicz. Inny świat” (serial podróżniczy, TTV, 2014)[46];
- „Odlotowy ogród” (reality show, TTV, 2014)[47];
- „Kossakowski. Szósty zmysł” (serial podróżniczy, TTV, 2013, 2014)[48];
- „Kossakowski. Wtajemniczenie” (serial podróżniczy, TTV, 2018)[49];
- „Nie ma lipy” (serial dokumentalny TVN, 2012)[50];
- „Celebrechty” (serial animowany TVN, 2009)[51].
- „Ziemia zapomniana?” (film dokumentalny, 2009)[36]
- „Laboga. Piecyki z Wrocławia” (film dokumentalny, 2008)[36]